# ホアヒン郡
座標: 北緯12度34分6秒 東経99度57分30秒 / 北緯12.56833度 東経99.95833度
ホアヒン郡（-ぐん、タイ語: หัวหิน, IPA: [hǔə hǐn]）はタイ中部のプラチュワップキーリーカン県最北の郡（アンプー）である。

## 名称
旧称、サモーリエン (สมอเรียง)。ホアヒンとは、「岩の頭」という意味である。一部ではフアヒン、フアヒン、ホワヒンなどと表記されるが、タイ国政府観光庁はホアヒンと表記している。

## 歴史
1834年、干ばつに苦しんでいたペッチャブリー県の住民が南下してきてホアヒンにサモーリエンを作った。これがホアヒンの始まりである。
1921年、カムペーンペットアクラヨーティン親王（ブラチャットチャイヤーコーン親王）がホアヒンに鉄道を通すと、ラーマ7世（プラチャーティポック）はここにクライカンウォン宮殿を建設し、ここに滞在することを好んだ。
また、ナレートウォーラリット親王はここにスッカウェート宮殿 (พระตำหนักสุขเวศน์) と呼ばれる宮殿を建設し、そこに隣接するビーチにホアヒンという名を与えた、これがホアヒンの名の起源である。
1932年、ホアヒンはプラーンブリー郡の一部となったが、1949年に正式に郡となった。

## 地理
郡は東西に長く伸びており、東にホアヒン・ビーチ西に山岳地帯が広がる。西の山岳地帯にはパーラウー滝などの自然の観光スポットがある。
ペッチャブリー県西部にかけた山岳地一帯は、ケーンクラチャン国立公園に指定されている。
交通はタイ国鉄や、国道4号線が南北に通っており、北はペッチャブリー方面、南はプラチュワップキーリーカン方面と通じている。郡内にホアヒン駅が設けられている。

## 経済

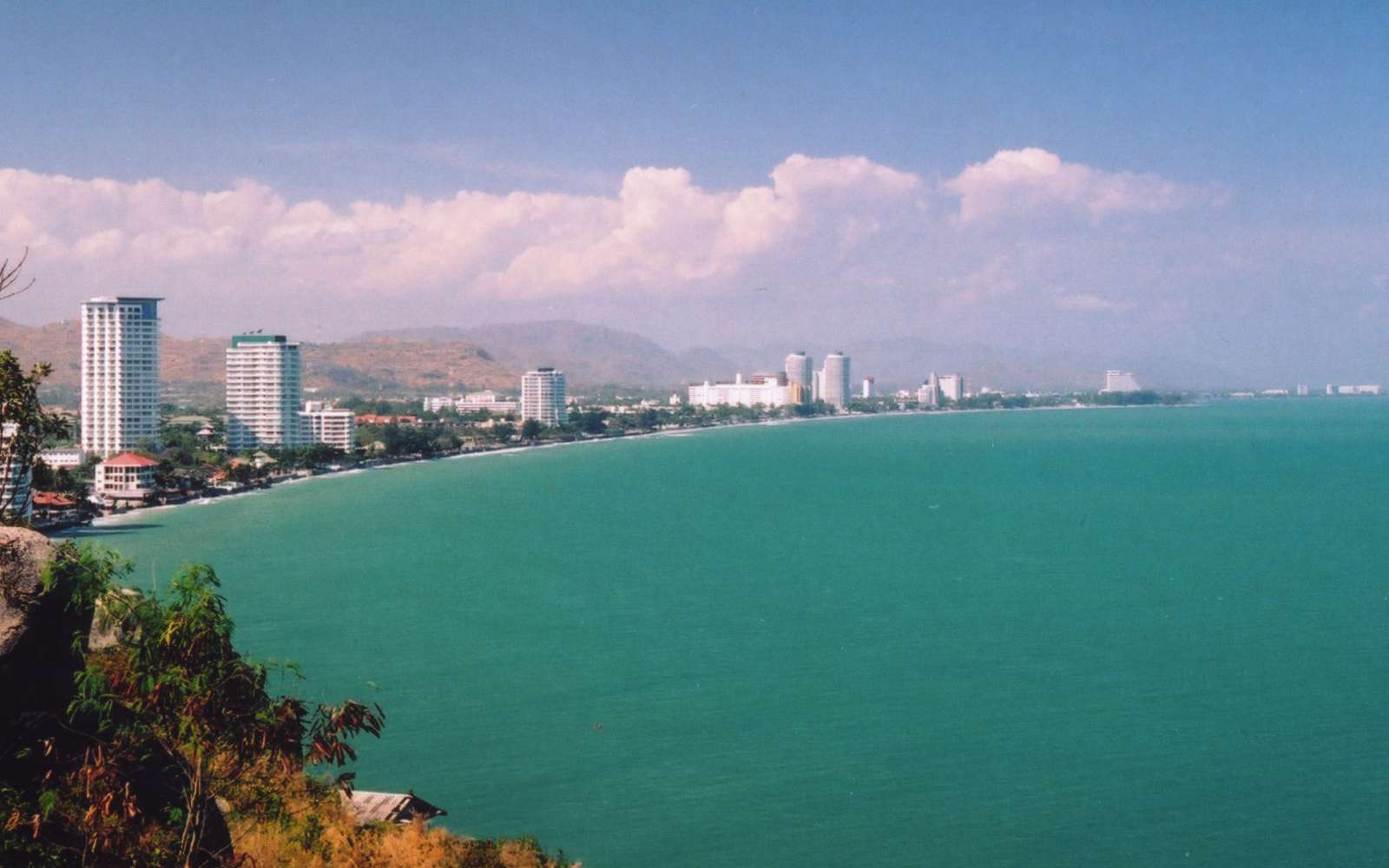
ホアヒンの海岸に立ち並ぶホテル

ホアヒン郡の主な経済に観光が挙げられる。海岸には海水浴場があり、ホテルなども集中している。
The Railway Hotelは、映画「キリング・フィールド」の撮影に使われた。

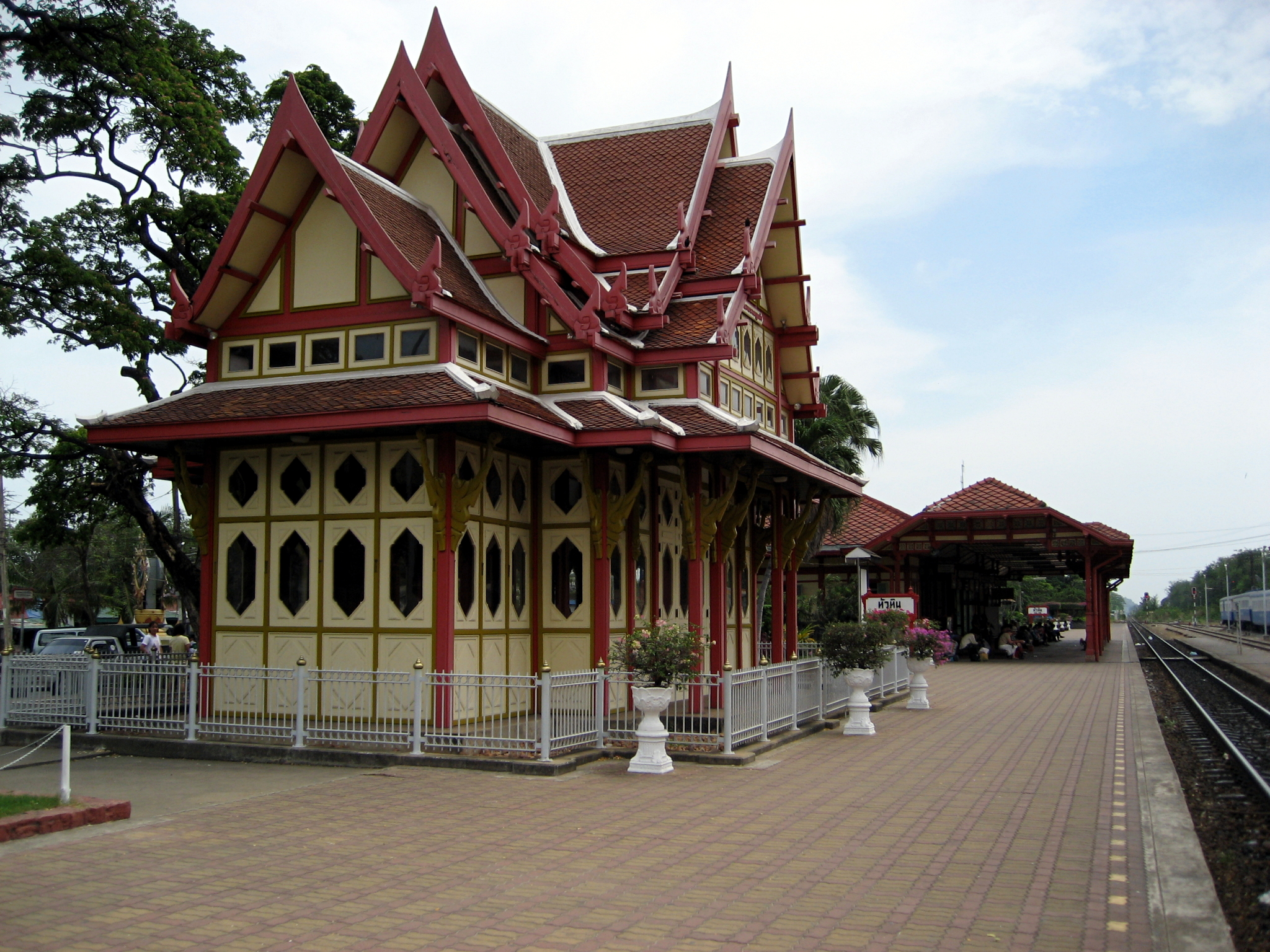
ホワヒン駅

## 観光スポット
- ホワヒン駅:1911年にバンコクから当時英国の植民地だったマレーシアへと続く鉄道が敷かれ、ホワヒンビーチが欧米人の保養地になるとともに、王室の別荘も多数建てられたため、王室専用の駅待合室が造られ、現在も観光スポットとして人気を集めている。[2]

## 行政区分
ホアヒン郡は7つの町（タムボン）に分けられる。
1. タムボン・ホアヒン・・・ตำบลหัวหิน
2. タムボン・ノーンケー・・・ตำบลหนองแก
3. タムボン・ヒンレックファイ・・・ตำบลหินเหล็กไฟ
4. タムボン・ノーンプラップ・・・ตำบลหนองพลับ
5. タムボン・タップターイ・・・ตำบลทับใต้
6. タムボン・フワイサットヤイ・・・ตำบลห้วยสัตว์ใหญ
7. タムボン・ブンナコーン・・・ตำบลบึงนคร